# بنيد القار
بنيد القار، منطقة من مناطق محافظة العاصمة في دولة الكويت. سميت بهذا الاسم لترسب الزيوت فيها فكانت تشبه القار، يبلغ عدد سكان بنيد القار حوالي 30 ألف نسمة. تعدّ منطقة بنيد القار المواجهة للخليج بمثابة الاقرب إلى الحي التجاري في العاصمة وإلى ابراج الكويت. وتزدحم المنطقة بمجموعة مبان تجارية واستثمارية حديثة بينها مستشفيات راقية وفنادق وجمعيات نفع عام (المهندسين والمحامين والخريجين) بالإضافة إلى الابراج السكنية التي كانت أول تجربة في البلاد لنظام اتحاد الملاك.
اصل التسمية جاء من تصغير كلمة بندر وهو المرفأ إلى بنيدر وكان الناس إذا نطقوا الراء في آخر كلمة بنيدر لم يحسنوا اخراج حرف الراء فكانت تقلب إلى لام فتنطق بنيدل بدلا من بنيدر فاصبحت التسمية بنيدل قار وهذا معتاد في ألفاظ أعجمية كثيرة مثل كلمة رادار تلفظ احيانا لأدار وهكذا